# Ogcodes bigoti
Ogcodes bigoti är en tvåvingeart som beskrevs av Nartshuk 1982. Ogcodes bigoti ingår i släktet Ogcodes och familjen kulflugor.
Artens utbredningsområde är Tunisien. Inga underarter finns listade i Catalogue of Life.